# Бизускьо
Бизускьо (итал. Bisuschio) — коммуна в Италии, располагается в провинции Варесе области Ломбардия.
Население составляет 3794 человека, плотность населения составляет 542 чел./км². Занимает площадь 7 км². Почтовый индекс — 21050. Телефонный код — 0332.
Покровителем коммуны почитается святой Георгий, празднование 23 апреля.